# Dasio (Valsolda)
Dasio ist eine Fraktion der italienischen Gemeinde (comune) Valsolda in der Provinz Como, Lombardei.

## Geographie
Das Dorf gehört zur Gemeinde Valsolda. Es gibt viele Ferienhäuser, der Tourismus ist das Hauptgeschäft. Dasio ist von Porlezza her mit dem Auto über eine Hauptstraße erreichbar.
Seine grenzende Fraktionen an den Berghängen sind: Loggio, Drano, Puria und Castello.

## Geschichte
Dasio war eine antike Gemeinde der Milanese.
Während der spanischen Herrschaft hatte die Gemeinde, wie alle anderen im Tal, nur begrenzte Befugnisse, da die praktischen Erfordernisse des gemeinsamen Lebens dazu geführt hatten, dass die meisten öffentlichen Funktionen vom allgemeinen Rat von Valsolda gemeinsam verwaltet wurden. Im 1786 Dasio gehörte fünf Jahre lang zur Provinz Como, und wechselte dann in 1791, in 1797 und in 1798 immer wieder den Verwaltungsbezug. Im Jahr 1799 zählte sie 99 Seelen und wurde im Jahr 1801 endgültig unter Como eingegliedert.
Die seit 1797 mit der Ankunft der französischen Revolutionsarmeen unterdrückte Gemeinde fand bald ihre administrative Einheit durch den Zusammenschluss aller Gemeinden zu einer einzigen Einheit bei der Proklamation des Königreichs Italien im Jahre 1805.
Die Rückkehr des Österreichischen Kaiserreichs bedeutete jedoch die Auflösung aller Unionen, und für Dasio begann mehr als ein Jahrhundert der getrennten Verwaltung. Im Jahr 1853 zählte der Ort 127 Einwohner, im Jahr 1871 waren es nur noch 118 Seelen. Im Jahr 1921 wurden 193 Einwohner gezählt. Es war das faschistische Regime, das im Jahr 1928 beschloss, die Gemeinde endgültig abzuschaffen, die alte Einheit des Tals wiederherzustellen und die Commune della Valsolda zu schaffen.

## Sehenswürdigkeiten
- Kirche San Bernardino[3]